# Paulianyx brevipes
Paulianyx brevipes is een hooiwagen uit de familie Triaenonychidae.